# Alejandro Tabilo
Alejandro Tabilo Álvarez (* 2. června 1997 Toronto, Ontario) je chilský profesionální tenista hrající levou rukou. Ve své dosavadní kariéře na okruhu ATP Tour vyhrál jeden singlový i deblový turnaj. Na challengerech ATP a okruhu ITF získal osm titulů ve dvouhře a pět ve čtyřhře.
Na žebříčku ATP byl ve dvouhře nejvýše klasifikován v červenci 2024 na 19. místě a ve čtyřhře v únoru 2021 na 249. místě. Trénuje ho Guillermo Gómez.
V chilském daviscupovém týmu debutoval v roce 2019 utkáním skupiny finálového turnaje proti Německu, v němž s Barriosem Verou prohráli rozhodující čtyřhru s Krawietzem a Miesem. Němci tak zvítězili 2–1 na zápasy. Do září 2024 v soutěži nastoupil k deseti mezistátním utkáním s bilancí 5–3 ve dvouhře a 4–6 ve čtyřhře.

## Soukromý život
Narodil se roku 1997 chilským emigrantům Ricardu a Márii Tabilovým v kanadském Torontu, kde se rodiče vlastnící úklidovou firmu poznali. Má bratra Sebastiana Tabila. Ve třinácti letech odjel trénovat do bradentonské IMG Academy. Za preferovaný úder uvedl kraťas, jako oblíbený povrch antuku a z turnajů Wimbledon.

## Tenisová kariéra
Na grandslamu debutoval jako 22letý v singlu Australian Open 2020 po zvládnuté tříkolové kvalifikaci, v níž na jeho raketě zůstali Zapata Miralles, Stachovskyj a Viola. V úvodním kole dvouhry zvládl pětisetovou bitvu s kolumbijským kvalifikantem Danielem Elahim Galánem, než jej vyřadila americká světová devatenáctka John Isner. Po skončení se poprvé posunul do elitní světové dvoustovky žebříčku, z 208. na 172. místo.

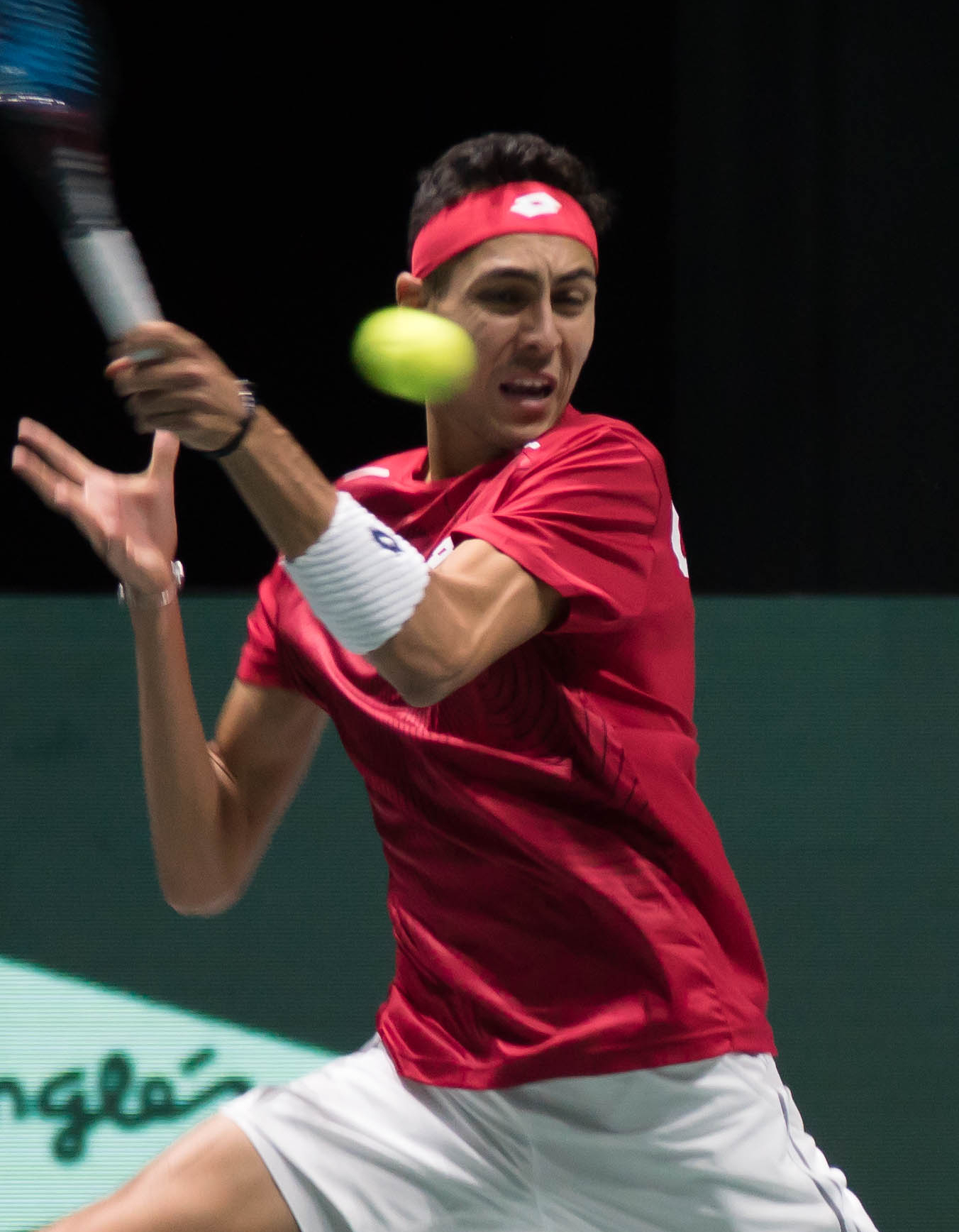
Při daviscupovém debutu na finálovém turnaji 2019 proti Německu

V hlavní soutěži okruhu ATP Tour debutoval únorovým Chile Open 2020, do něhož obdržel divokou kartu. Po výhře nad Italem z druhé stovky Paolem Lorenzim jej na santiagské antuce zastavil druhý nasazený Nor a pozdější finalista Casper Ruud. Účast ve druhém kole zopakoval o rok později, když na Chile Open 2021 nejdříve porazil Slováka Jozefa Kovalíka, aby jeho cestu soutěží ukončil chilský dvaadvacátý muž klasifikace a pozdější vítěz Cristian Garín.
Do série Masters premiérově zasáhl na březnovém Miami Open 2021 po výhře v kvalifikačním kole nad Damirem Džumhurem. Časnou porážku v miamské dvouhře mu přivodil devadesátý pátý muž pořadí Mikael Ymer ze Švédska. První výhry v mistrovské sérii dosáhl na říjnovém BNP Paribas Open 2021 v Indian Wells, v jehož úvodu přehrál rovněž devadesátého pátého hráče žebříčku, Američana Denise Kudlu. Ve dvou setech pak nestačil na světovou sedmičku Mattea Berrettiniho. Proti Italovi tak odehrál první střetnutí s příslušníkem světové desítky.

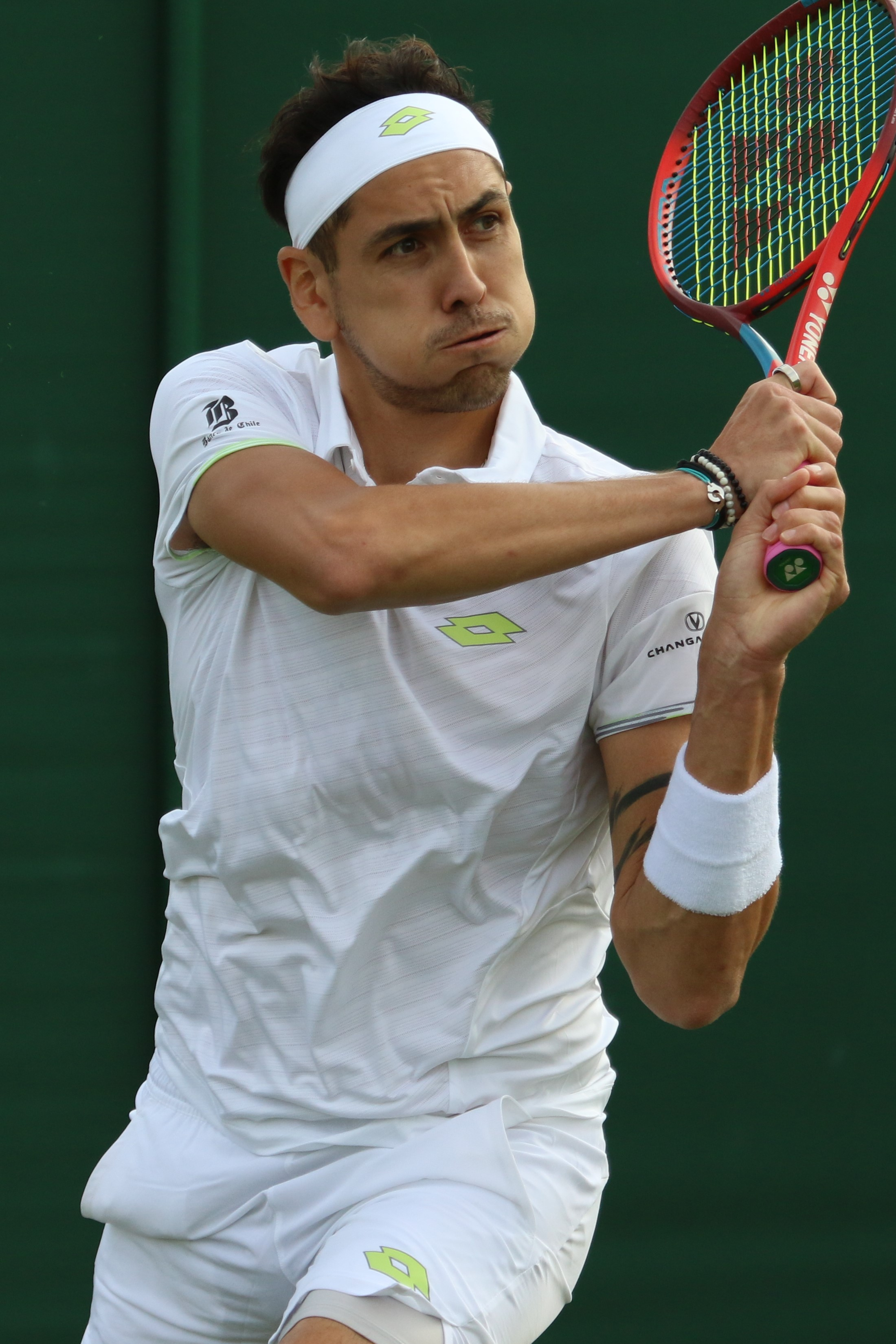
V kvalifikaci Wimbledonu 2023

Po prohře s jedenatřicátým mužem klasifikace Carlosem Alcarazem na Australian Open 2022 si na únorovém Córdoba Open 2022 poprvé zahrál čtvrtfinále, semifinále i finále turnaje ATP Tour. Jako 144. hráč žebříčku musel projít kvalifikací. Mezi poslední osmičkou vyřadil Argentince Sebastiána Báeze a poté nejvýše nasazenou světovou čtrnáctku Diega Schwartzmana, čímž zaznamenal debutové vítězství na hráčem z první dvacítky. V souboji o titul nenašel recept na 34letého Španěla Alberta Ramose-Viñolase, přestože získal úvodní sadu. Ve druhém setu navíc ztratil náskok jednoho a ve třetím dvou prolomených podání. O dva týdny později postoupil přes Garína a Miomira Kecmanoviće do semifinále Chile Open 2022, v němž byl nad jeho síly Španěl Pedro Martínez z osmé desítky. Čtvrtfinále si zahrál na mnichovském BMW Open 2022, kde jej zastavil Němec Oscar Otte. Stejný soupeř jej vyřadil o týden dříve i na Serbia Open. Přes Jordana Thompsona se probojoval do osmifinále BNP Paribas Open 2023. V něm však podlehl americké světové šestnáctce Francesi Tiafoeovi.
První kariérní trofej na túře ATP získal na lednovém ASB Classic 2024 v Aucklandu. Z pozice 82. muže klasifikace musel projít kvalifikací. Jediný set na turnaji mu na úvod dvouhry odebral Chorvat Borna Gojo. Ve druhém kole přehrál Nizozemce z šesté desítky Botice van de Zandschulpa a v semifinále pětatřicátého hráče žebříčku, francouzského teenagera Arthura Filse. V souboji o titul zdolal o čtyři roky staršího Japonce Tara Daniela po dvousetovém průběhu. Bodový zisk jej poprvé v kariéře posunul do první padesátky, na 49. místo. Stal se tak prvním chilským vítězem turnaje na tvrdém povrchu od Fernanda Gonzáleze na China Open 2007 a třetím aktivním chilským šampionem po Garínovi a Jarrym. Představoval také prvního kvalifikanta od Juana Manuela Cerúndola na Córdoba Open 2021, jenž vybojoval titul. Na římském Internazionali BNL d'Italia 2024 se přes Čanga Č’-čena poprvé probojoval do semifinále Mastersu. Již ve třetím kole se premiérově střetl s úřadující světovou jedničkou. V prvním vzájemném duelu s Novakem Djokovićem ztratil jen pět gamů. Stal se tak prvním chilským přemožitelem nejvýše postavného tenisty pořadí od výhry Gonzáleze nad Federerem na Turnaji mistrů 2007.

## Finále na okruhu ATP Tour
| Legenda                     |
| --------------------------- |
| D – dvouhra; Č – čtyřhra    |
| Grand Slam (0)              |
| Turnaj mistrů (0)           |
| ATP Tour Masters 1000 (0)   |
| ATP Tour 500 (0)            |
| ATP Tour 250 (1–2 D; 1–0 Č) |

### Dvouhra: 2 (1–1)
| Stav      | č. | datum       | turnaj                | povrch | soupeř ve finále     | výsledek      |
| --------- | -- | ----------- | --------------------- | ------ | -------------------- | ------------- |
| Finalista | 1. | únor 2022   | Córdoba, Argentina    | antuka | Albert Ramos-Viñolas | 6–4, 3–6, 4–6 |
| Vítěz     | 1. | leden 2024  | Auckland, Nový Zéland | tvrdý  | Taró Daniel          | 6–2, 7–5      |
| Finalista | 2. | březen 2024 | Santiago, Chile       | antuka | Sebastián Báez       | 6–3, 0–6, 4–6 |

### Čtyřhra: 1 (1–0)
| Stav  | č. | datum       | turnaj          | povrch | spoluhráč          | soupeř ve finále        | výsledek |
| ----- | -- | ----------- | --------------- | ------ | ------------------ | ----------------------- | -------- |
| Vítěz | 1. | březen 2024 | Santiago, Chile | antuka | Tomás Barrios Vera | Orlando Luz Matías Soto | 6–2, 6–4 |

## Tituly na challengerech ATP a okruhu ITF
| Legenda                  |
| ------------------------ |
| D – dvouhra; Č – čtyřhra |
| Challengery (5 D; 0 Č)   |
| ITF (3 D; 5 Č)           |

### Dvouhra (8 titulů)
| Č. | datum         | turnaj                                | povrch    | poražený finalista | výsledek      |
| -- | ------------- | ------------------------------------- | --------- | ------------------ | ------------- |
| 1. | prosinec 2016 | Santiago, Chile                       | antuka    | Genaro Olivieri    | 6–4, 4–6, 6–3 |
| 2. | prosinec 2018 | Santo Domingo, Dominikánská republika | tvrdý     | José Olivares      | 6–3, 6–3      |
| 3. | únor 2019     | Aktobe, Kazachstán                    | tvrdý (h) | Niels Lootsma      | 6–3, 6–4      |
| 4. | listopad 2021 | Guayaquil, Ekvádor                    | antuka    | Jesper de Jong     | 6–1, 7–5      |
| 5. | květen 2023   | Francavilla al Mare, Itálie           | antuka    | Benoît Paire       | 6–1, 7–5      |
| 6. | červenec 2023 | Karlsruhe, Německo                    | antuka    | Giulio Zeppieri    | 2–6, 1–0skreč |
| 7. | listopad 2023 | Guayaquil, Ekvádor                    | antuka    | Daniel Elahi Galán | 6–2, 6–2      |
| 8. | listopad 2023 | Brasília, Brazílie                    | tvrdý     | Román Burruchaga   | 6–3, 7–6(8–6) |

### Čtyřhra (5 titulů)
| Č. | datum         | turnaj           | povrch | spoluhráč              | poražení finalisté                 | výsledek              |
| -- | ------------- | ---------------- | ------ | ---------------------- | ---------------------------------- | --------------------- |
| 1. | prosinec 2016 | Santiago, Chile  | antuka | Jorge Montero          | Jorge Aguilar Víctor Núñez         | 6–3, 6–4              |
| 2. | říjen 2017    | Antalya, Turecko | antuka | Domagoj Biljesko       | Riccardo Bonadio Federico Maccari  | 7–6(7–5), 4–6, [10–3] |
| 3. | říjen 2017    | Antalya, Turecko | antuka | Domagoj Biljesko       | Alexandr Boborykin Timur Kijamov   | 6–3, 6–4              |
| 4. | listopad 2017 | Curicó, Chile    | antuka | Matías Franco Descotte | Mariano Kestelboim Matías Zukas    | 6–2, 6–3              |
| 5. | červen 2019   | Bacău, Rumunsko  | antuka | Juan Pablo Varillas    | Alexander Merino Manuel Peña Lopez | 7–6(7–5), 7–6(7–4)    |